# Erro (Navarra)
Erro (baskisch Erroibar) ist eine Gemeinde in der Comunidad Foral de Navarra. Sie gehört zur Comarca de Auñamendi und der Merindad de Sangüesa. 2024 hatte die Gemeinde 811 Einwohner.
Erro ist der zentrale Ort des Valle de Erro zwischen Roncesvalles und Pamplona, grenzt an den Pyrenäenhauptkamm und die Grenze zu Frankreich und liegt am Camino Francés und dem Erro-Pass.
Der Hauptort ist Lintzoain.

## Ortsteile
Ortsteile von Erroibar sind:
- Aintzioa
- Aurizberri/Espinal
- Bizkarreta-Gerendiain
- Erro
- Esnotz
- Lintzoain (Hauptort)
- Mezkiritz
- Orondritz
- Ureta
- Zilbeti

Darüber hinaus:
- Ardaitz
- Loizu
- Urniza

Nicht mehr bewohnte Ortsteile sind:
- Larraingoa
- Gurbizar
- Orosa
- Oyaide